# Jütlandlinie
Die Jütlandlinie ist ein europäischer Verkehrsweg durch Jütland zwischen Mitteleuropa (Hamburg) und Skandinavien (Kopenhagen) und weiter nach Malmö bzw. Helsingborg in Schweden entlang des historischen Ochsenweges über Flensburg. 
Die neuzeitliche Alternative zur Jütlandlinie ist die Vogelfluglinie, welche die Strecke Hamburg–Kopenhagen um 160 Kilometer verkürzt.
Der westeuropäische Verkehrsstrom nach Skandinavien führt immer über Hamburg und auf der Straße durch den Elbtunnel oder über die Elbbrücken. In Hamburg trennen sich die Jütlandlinie nach Norden und die Vogelfluglinie nach Nordosten. Beide haben Kopenhagen zum Ziel. Jenseits von Kopenhagen führen die Hauptverkehrswege zur Fährlinie Helsingør–Helsingborg und zur Öresundbrücke.

## Straße
Die Jütlandlinie führt von Hamburg durch Schleswig-Holstein auf der Bundesautobahn 7 (der Europastraße 45). In Dänemark zweigt die Jütlandlinie von der E45 ab auf die E20 über eine feste Verbindung Fünen-Seeland-Schonen. Wichtigste Städte auf diesem Teilstück sind Odense, Kopenhagen und Malmö.

## Schiene
Auf der Schiene führt die Jütlandlinie über die Bahnstrecke Neumünster–Flensburg und die Bahnstrecke Flensburg–Fredericia, wobei der Güterverkehr die Bahnhöfe Flensburg und Fredericia umgeht.
Mit Fertigstellung der Storebæltsforbindelsen zwischen Fünen und Seeland sowie der Öresundverbindung gewann die Jütlandlinie vor allem im Schienengüterverkehr wieder stark an Bedeutung. Die Reisezeiten auf beiden Strecken sind vergleichbar, da auf dem längeren Weg die zeitaufwändige Fährschiffpassage der Vogelfluglinie entfällt. Güterzüge können betrieblich einfach von Deutschland durchgehend bis nach Schweden mit Elektrolokomotiven bespannt werden, weshalb der Gütertransitverkehr von der Vogelfluglinie, bereits vor deren Einstellung im Herbst 1997, abgezogen worden ist. Auch die Direktverbindung Berlin–Kopenhagen über das Trajekt Warnemünde–Gedser wurde eingestellt.